# 101V busz (Budapest)
A budapesti 101V jelzésű autóbusz Óbuda, Bogdáni út és az Erzsébet királyné útja között közlekedett. A járatot a Budapesti Közlekedési Zrt. üzemeltette.

## Története
2013. szeptember 28-án elkezdődött az 1-es villamos felújítása a Lehel utca és a Bécsi út között, pótlásukra 1V (Lehel utca–Bécsi út) és 101V (Lehel utca–Óbuda, Bogdáni út) jelzésű pótlóbuszokat indítottak. A 101V jelzésű pótlóbusz indításának forgalomtechnikai okai voltak, ugyanis a Szentlélek téren a Bécsi út felől érkező autóbuszok nem tudtak megállni.
2013. december 15-étől a villamos az Árpád hídig járt, a pótlóbuszokat ezért idáig rövidítették.
2014. április 10-én az 1V és 101V pótlóbuszokat Zugló vasútállomásig hosszabbították, április 11-étől pedig az Erzsébet királyné útjáig jártak. A villamosok a Népliget és a Kacsóh Pongrác út között közlekedtek.
2014. június 9-én az 1V és 101V buszok megszűntek a Bécsi út és az Árpád híd között újrainduló villamos miatt.

## Útvonala
| Erzsébet királyné útja felé | Óbuda, Bogdáni út felé |
| --- | --- |
| Óbuda, Bogdáni út vá. – Bogdáni út – Szentendrei út – felüljáró – Árpád híd – Róbert Károly körút – felüljáró – Hungária körút – Erzsébet királyné útja vá. | Erzsébet királyné útja vá. – Hungária körút – felüljáró – Róbert Károly körút – Árpád híd – Szentendrei út – Bogdáni út – Óbuda, Bogdáni út vá. |

## Megállóhelyei
| 101V (Óbuda, Bogdáni út – Lehel utca)             | 101V (Óbuda, Bogdáni út – Lehel utca)             | 101V (Óbuda, Bogdáni út – Lehel utca)                  | 101V (Óbuda, Bogdáni út – Lehel utca)             | 101V (Óbuda, Bogdáni út – Lehel utca)             | 101V (Óbuda, Bogdáni út – Lehel utca)             | 101V (Óbuda, Bogdáni út – Lehel utca)                                  | 101V (Óbuda, Bogdáni út – Lehel utca)             |
| 101V (Óbuda, Bogdáni út – Erzsébet királyné útja) | 101V (Óbuda, Bogdáni út – Erzsébet királyné útja) | 101V (Óbuda, Bogdáni út – Erzsébet királyné útja)      | 101V (Óbuda, Bogdáni út – Erzsébet királyné útja) | 101V (Óbuda, Bogdáni út – Erzsébet királyné útja) | 101V (Óbuda, Bogdáni út – Erzsébet királyné útja) | 101V (Óbuda, Bogdáni út – Erzsébet királyné útja)                      | 101V (Óbuda, Bogdáni út – Erzsébet királyné útja) |
| Perc (↓)                                          | Perc (↓)                                          | Megállóhely                                            | Perc (↑)                                          | Perc (↑)                                          | Átszállási kapcsolatok                            | Átszállási kapcsolatok                                                 |                                                   |
| Perc (↓)                                          | Perc (↓)                                          | Megállóhely                                            | Perc (↑)                                          | Perc (↑)                                          | a járat indításakor                               | a járat megszűnésekor                                                  |                                                   |
| ------------------------------------------------- | ------------------------------------------------- | ------------------------------------------------------ | ------------------------------------------------- | ------------------------------------------------- | ------------------------------------------------- | ---------------------------------------------------------------------- | ------------------------------------------------- |
| 0                                                 | 0                                                 | Óbuda, Bogdáni út végállomás                           | 10                                                | 14                                                | 9, 34, 106, 118, 134, 226                         | 9, 34, 106, 118, 134, 226                                              |                                                   |
| 0                                                 | 0                                                 | Bogdáni út                                             | ∫                                                 | ∫                                                 | 9, 34, 106, 118, 134, 226                         | 9, 34, 106, 118, 134, 226                                              |                                                   |
| 1                                                 | 1                                                 | Raktár utca                                            | 9                                                 | 13                                                | 9, 34, 106, 118, 134, 226                         | 9, 34, 106, 118, 134, 226                                              |                                                   |
| ∫                                                 | ∫                                                 | Flórián tér                                            | 8                                                 | 12                                                | 1V, 9, 34, 106, 118, 134, 137, 218, 226, 237      | 1V, 9, 34, 106, 118, 134, 137, 218, 226, 237                           |                                                   |
| 3                                                 | 3                                                 | Szentlélek tér H                                       | 7                                                 | 11                                                | 1V, 29, 34, 106, 118, 134, 137, 218, 226, 237     | 1V, 29, 34, 106, 118, 134, 137, 218, 226, 237                          |                                                   |
| 5                                                 | 5                                                 | Népfürdő utca                                          | 5                                                 | 9                                                 | 1V, 26, 34, 106, 133                              | 1V, 15, 26, 34, 106, 115                                               |                                                   |
| 7                                                 | 7                                                 | Árpád híd M                                            | 3                                                 | 7                                                 | 1V, 26, 32, 34, 106, 120, 133                     | 1V, 26, 32, 34, 106, 115, 120                                          |                                                   |
| 8                                                 | 8                                                 | Honvédkórház                                           | 2                                                 | 6                                                 | 1V, 32, 120                                       | 1V, 32, 120                                                            |                                                   |
| 10                                                | 10                                                | Lehel utca végállomás Lehel utca / Róbert Károly körút | 0                                                 | 4                                                 | 1, 1A, 14 1V, 105                                 | 14 1V, 14, 105                                                         |                                                   |
| ∫                                                 | 11                                                | Reitter Ferenc utca                                    | ∫                                                 | 3                                                 | Nem érintette                                     | 1V, 14, 20E, 30, 30A, 32, 105, 230                                     |                                                   |
| ∫                                                 | 13                                                | Kacsóh Pongrác út                                      | ∫                                                 | 1                                                 | Nem érintette                                     | 1, 3, 69 72, 74, 74A 1V, 25, 32, 225 Helyközi buszok Távolsági járatok |                                                   |
| ∫                                                 | 14                                                | Erzsébet királyné útja végállomás                      | ∫                                                 | 0                                                 | Nem érintette                                     | 1, 3, 69 1V, 5 70, 72, 74                                              |                                                   |

## Képgaléria

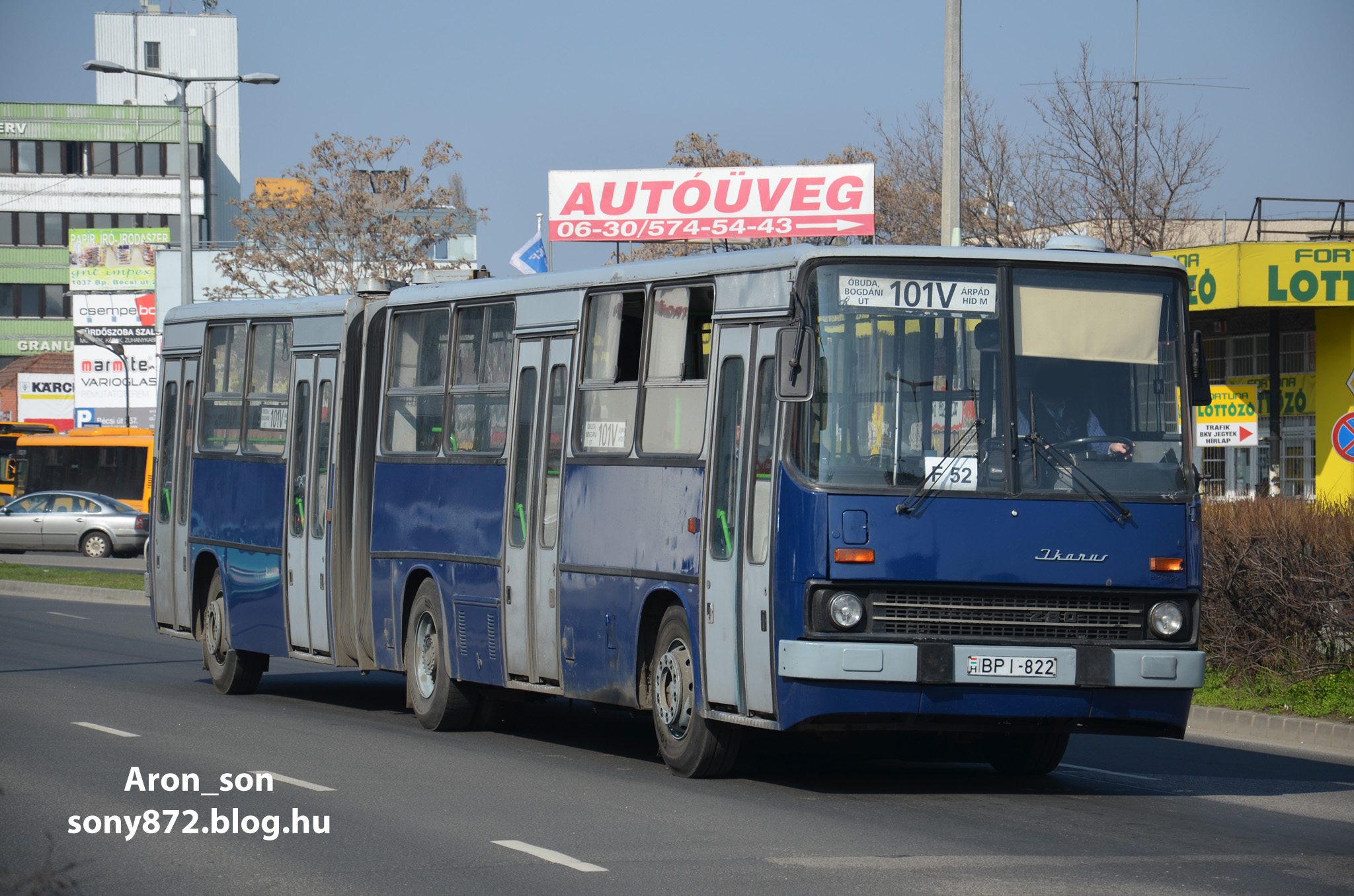
Garázsmenet a Bécsi úton
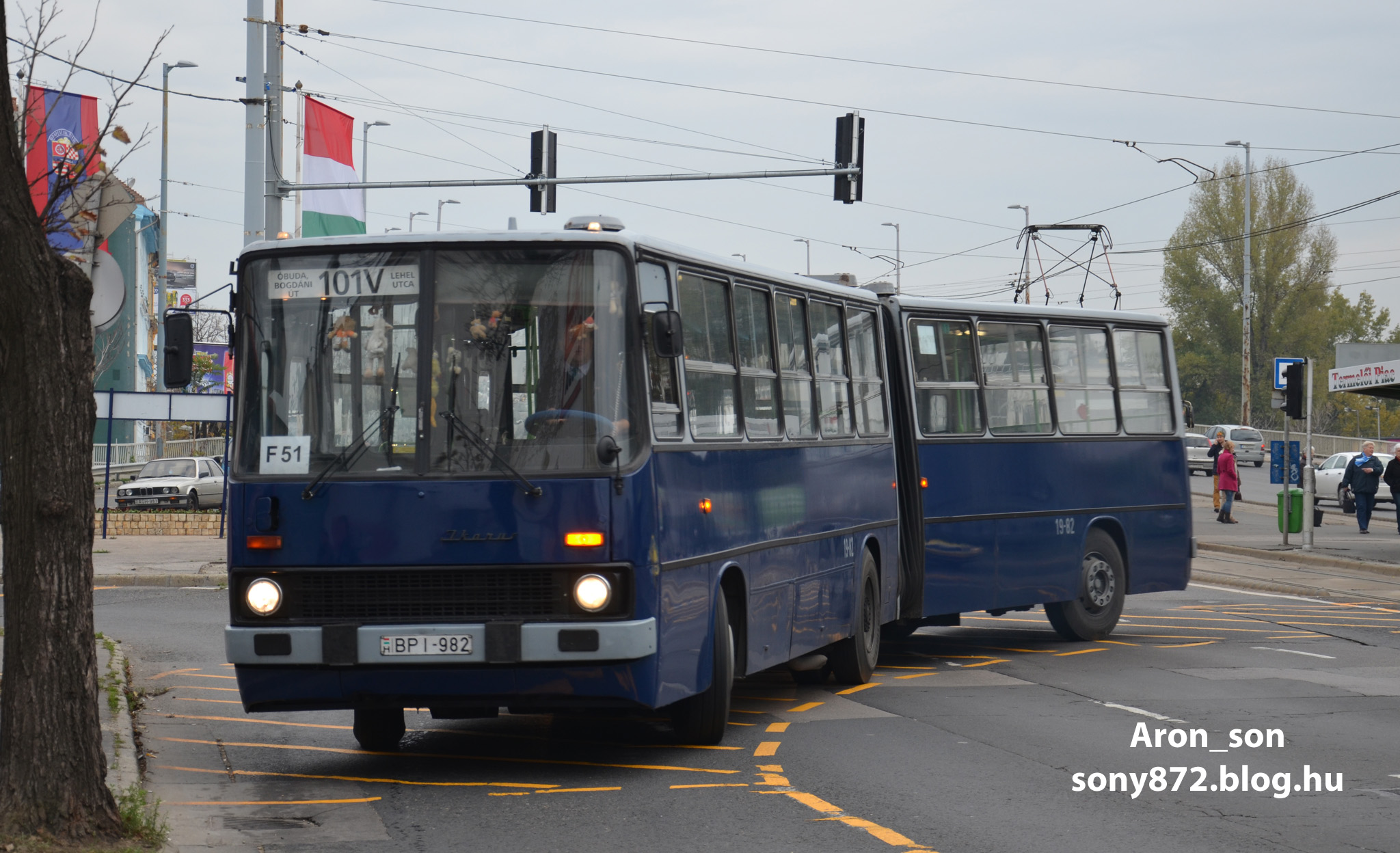
A Reitter Ferenc utcánál kijelölt forduló